# Le Bel Été (série télévisée)
Pour les articles homonymes, voir Le Bel Été.
Le Bel Été (Verano azul, littéralement « L'Été bleu »), est une série télévisée espagnole en 19 épisodes de 55 minutes, créée par Antonio Mercero, Horacio Valcárcel, José Ángel Rodero et diffusée du 11 octobre 1981 au 14 février 1982 sur RTVE. En France, la série a été diffusée à partir du 5 février 1984 sur FR3. La série fut diffusée en Espagne, Amérique latine, Portugal, France et certains pays de l'Europe de l'Est comme l'ex-Yougoslavie, la Bulgarie, la Pologne et la Tchécoslovaquie. Et en Algérie, durant les années 80.

## Synopsis
Les aventures de sept adolescents espagnols (Bea, Desi, Javi, Pancho, Quique, Piraña et Tito) en vacances dans une petite ville d'Andalousie, Nerja, au bord de la Méditerranée. 
On peut visiter le bateau de la série dans cette petite ville de la Costa del Sol. 

## Fiche technique
- Titre original : Verano azul (« L' Été bleu »)
- Titre français : Le Bel été
- Production : Radio Televisión Española
- Réalisateur : Antonio Mercero
- Scénaristes : Antonio Mercero, Horacio Valcárcel, José Ángel Rodero
- Photographie : José Fernández Aguayo (fils), Francisco Fraile
- Musique : Carmelo Bernaola
- Production : Eduardo Esquide
- Sociétés de production :
- Pays d'origine : Espagne
- Langue : espagnol
- Nombre d'épisodes : 19 (1 saison)
- Durée : 55 minutes
- Dates de première diffusion : 
  -  Espagne : 11 octobre 1981
  -  France : 5 février 1984

## Distribution
- Antonio Ferrandis : Chanquete
- María Garralón (es) : Julia
- Pilar Torres (es) : Beatriz (Bea)
- Cristina Torres (es) : Desi
- Juan José Artero : Javi
- José Luis Fernández (es) : Pancho
- Gerardo Garrido (es) : Quique
- Miguel Ángel Valero (es) : Piraña
- Miguel Joven (es) : Tito
- Helga Liné : Luisa

## Épisodes
1. La Rencontre (El encuentro)
2. Ne tuez pas ma planète, s'il vous plaît (No matéis mi planeta, por favor)
3. Titre français inconnu (Pancho Panza)
4. Eva (Eva)
5. Au mieux (A lo mejor)
6. Titre français inconnu (La sonrisa del arco iris)
7. Beatriz mon amour (Beatriz, mon amour)
8. Le Visiteur (El visitante)
9. Titre français inconnu (La burbuja)
10. La Grotte (La cueva del Gato Verde)
11. Les Bouteilles (Las botellas)
12. Titre français inconnu (La bofetada)
13. Titre français inconnu (La navaja)
14. Titre français inconnu (La última función)
15. L’Idole (El ídolo)
16. Titre français inconnu (El guateque de papá)
17. Non, on ne bouge pas (No nos moverán)
18. Quelque chose se meurt dans l’âme (Algo se muere en el alma)
19. La Fin de l'été (El final del verano)

## DVD
En 2005, l'intégrale de la série est sortie en DVD (en espagnol uniquement, et sans sous-titres).